# SN 2010bj
SN 2010bj – supernowa typu II-P odkryta 27 marca 2010 roku w galaktyce NGC 2357. W momencie odkrycia miała maksymalną jasność 16,10m.